# Papuapsylla plurispina
Papuapsylla plurispina är en loppart som beskrevs av Mardon 1976. Papuapsylla plurispina ingår i släktet Papuapsylla och familjen Stivaliidae. Inga underarter finns listade i Catalogue of Life.